# ユッタ・ミュラー
ユッタ・ミュラー（ドイツ語 Jutta Müller、1928年12月13日 - 2023年11月2日）は、旧東ドイツ出身の女性フィギュアスケートコーチ。娘は1968年グルノーブルオリンピック女子シングル銀メダリストのガブリエル・ザイフェルト。

## 経歴
当初はドイツ語とスポーツの教師をしていた。
その後、1949年に女子選手2人組によるペアスケートの選手として東ドイツフィギュアスケート選手権で優勝。1955年以降、コーチとしてスケーターの指導をしている。
2004年に世界フィギュアスケート殿堂入りをしている。2023年11月2日の朝に死去。

## コーチとして
ミュラーは実娘のガブリエル・ザイフェルトを初めとして、東ドイツで数多くのトップスケーターを指導した。これまでに指導してきた選手は以下の通りである

### 男子シングル
- ギュンター・ツェラー (1970年世界選手権3位、現フィギュアスケートコーチ)
- ヤン・ホフマン (レークプラシッドオリンピック銀メダリスト)
- ミヒャエル・フース (現フィギュアスケートコーチ)
- ロニー・ウィンクラー

### 女子シングル
- ガブリエル・ザイフェルト

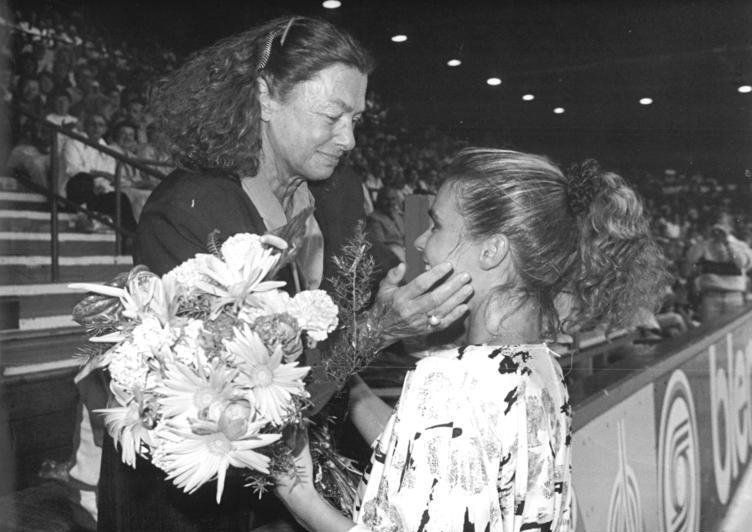
ユッタ・ミュラー（左）とカタリナ・ヴィット1988年（右）

- ソニア・モルゲンシュテルン (1972年ヨーロッパフィギュアスケート選手権3位)
- アネット・ペッチ (レークプラシッドオリンピック金メダリスト、現フィギュアスケートコーチ)
- カタリナ・ヴィット (サラエボオリンピック、カルガリーオリンピック金メダリスト)
- エヴェリン・グロスマン
- コンスタンツェ・ゲンゼル
- シモーネ・ラング